# Manfredo
Manfredo ist ein männlicher Vorname, die italienische und spanische Form des Namens Manfred.

## Namensträger

### Vorname
- Manfredo Bernasconi (1783–1850), Schweizer Rechtsanwalt und Politiker
- Manfredo do Carmo (1928–2018), brasilianischer Mathematiker
- Manfredo Fanti (1806–1865), italienischer General und Politiker
- Manfredo Kraemer (* 1960), deutsch-argentinischer Violinist und Ensembleleiter
- Manfredo II. Marchese Maletta (* um 1232; † 1310), italienischer Adliger
- Manfredo Manfredi (Architekt) (1859–1927), italienischer Architekt
- Manfredo Manfredi (Papyrologe) (1925–2011), italienischer Papyrologe
- Manfredo Manfredi (Szenenbildner) (* 1934), italienischer Szenenbildner, Animator und Maler
- Manfredo Settala (1600–1680), italienischer Sammler und Wissenschaftler
- Manfredo Zimmermann (* 1952), in Deutschland tätiger Blockflötist, Traversflötist und Hochschullehrer argentinischer Herkunft

### Familienname
- Peter Manfredo (* 1980), US-amerikanischer Boxer